# 沢村いき雄
沢村 いき雄（、1905年〈明治38年〉9月4日 - 1975年〈昭和50年〉9月20日）は、日本の俳優。本名は岡部静雄、旧芸名は沢村い紀雄。栃木県出身。元妻は初代ミスワカナ。

## 来歴・人物
1921年に七代目・沢村宗十郎門下として帝国劇場で初舞台を踏む。1931年、前進座の創立に参加。前進座では宣伝部員も兼ねていた。その後、東宝劇団に移籍にしようと手続きをしていたことが前進座側に知られたことから劇団を除名され、これがきっかけとなり喜劇俳優の道に進む。
左本政治の紹介により、1933年4月、有馬是馬の退団の穴埋めとしてムーランルージュ新宿座に入団。当初、左本は歌舞伎育ちである沢村はムーランに合わないと考え、考え直すように説得しており、ムーランの主催である佐々木千里も「劇団の空気に合わないから退く様に言って欲しい」と左本に相談していたが、1年ほどで劇団の看板俳優の1人へと上り詰めた。
1936年、阿木翁助らとともに吉本興業東京支社に移り、新喜劇座を立ち上げる。1937年に大阪新興演劇部に移り、太平洋戦争中は宮城県の歌舞伎座を拠点に舞台活動を行っていた。東横百貨店を根城とした空気座で、堺駿二、左卜全とともに看板俳優を務めたが、1947年、火災により東横百貨店が劇場を閉鎖する。同年、ムーランルージュの再興に参加し、帝劇ミュージカル出演を経て、映画俳優へと転身。映画デビュー作は1951年の日米合作『ゲイシャガール』。
1954年に東宝に入社し、以降はコメディ映画から黒澤作品、特撮映画、アクション映画まで、東宝映画に欠かせない脇役として活躍した。1955年に芸名を沢村いき雄に改名。
1958年、ムーランプロの設立に参加。
甲高い声と人なつっこい風貌で今なおファンから親しまれる俳優。タクシー運転手や守衛、店の主人役など小市民役が多く、ピッタリはまっていた。
1975年9月20日、心不全により、東京都三鷹市の西窪病院で死去。70歳没。

## 主な出演作品

### 映画
- ゲイシャガール（1951年）
- おかる勘平（1952年） - 青田伍作
- 夫婦善哉（1955年） - 八卦見
- 初笑い底抜け旅日記（1955年） - 佐々木助三郎
- 花嫁会議（1956年） - 新聞記者
- 宮本武蔵 完結篇 決闘巌流島（1956年） - 宿の亭主
- チャッカリ夫人とウッカリ夫人 夫婦御円満の巻（1956年） - ガスの修理工
- 愛情の決算（1956年） - 酒屋の主人
- のり平の浮気大学 愉快な家族（1956年） - 行司
- 白夫人の妖恋（1956年） - 役人B[14]
- 与太者と若旦那（1956年） - 渡辺
- サザエさんシリーズ
  - サザエさん（1956年） - おでん屋のオッさん
  - 続・サザエさん（1957年） - 山中老夫人
  - サザエさんの青春（1957年） - 空巣狙い
  - サザエさんの婚約旅行（1958年） - 老人
  - サザエさんの結婚（1959年） - 屑屋の男
  - サザエさんの新婚家庭（1959年） - 蛭田
  - サザエさんの脱線奥様（1959年） - 老人
  - サザエさんの赤ちゃん誕生（1960年） - お婆さん
  - 福の神 サザエさん一家（1961年） - 紙芝居屋の男
- 社長シリーズ
  - はりきり社長（1956年） - 神主
  - 続・社長太平記（1959年）
  - サラリーマン忠臣蔵（1960年） - 倉橋
  - 続サラリーマン忠臣蔵（1961年） - 倉橋
  - サラリーマン清水港（1962年） - 社長運転手
  - 続サラリーマン清水港（1962年） - 社長運転手
  - 社長洋行記（1962年）
  - 続・社長洋行記（1962年） - すし屋のおやじ
  - 続・社長漫遊記（1963年） - 医者
  - 続・社長忍法帖（1965年） - 谷本専務
- 次郎長意外伝シリーズ
  - 次郎長意外伝 大暴れ三太郎笠（1957年） - 芝居の裏方
  - 次郎長意外伝 灰神楽木曾の火祭（1958年） - 猿屋の勘助
- 眠狂四郎無頼控シリーズ
  - 眠狂四郎無頼控 第二話 円月殺法（1957年） - 宗匠頭巾の隠居
  - 眠狂四郎無頼控 魔剣地獄（1958年） - 岡っ引き三五郎
- 蜘蛛巣城（1957年） - 鷲津の親兵
- 山鳩（1957年） - 馬喰
- 危険な英雄（1957年、東宝）
- あらくれ（1957年） - 学校の門番
- サラリーマン出世太閤記シリーズ - 山中為助
  - サラリーマン出世太閤記（1957年）
  - 続サラリーマン出世太閤記（1957年）
  - 続々サラリーマン出世太閤記（1958年）
  - サラリーマン出世太閤記 課長一番槍（1959年）
  - サラリーマン出世太閤記・完結篇 花婿部長No.1（1960年）
- 続大番 風雲篇（1957年） - 骨董屋のおやじ
- 東北の神武たち（1957年） - 堅次の家の老婆
- 青い山脈 新子の巻（1957年） - 易者
- 負ケラレマセン勝ツマデハ（1958年） - 部長
- 柳生武芸帳 双龍秘剣（1958年） - 居酒屋の亭主
- 東京の休日（1958年） - フランク仁田
- 無法松の一生（1958年） - 俥上の客
- 弥次㐂夛道中記（1958年） - 番頭与九八
- 駅前シリーズ
  - 駅前旅館（1958年） - 婆さん
  - 喜劇 駅前飯店（1962年） - 喫茶バーの主人
- 裸の大将（1958年） - 精神病院の医者
- 隠し砦の三悪人（1958年） - バクチの男
- こだまは呼んでいる（1959年） - 三好菊三
- 暗黒街の顔役（1959年） - 天岸
- 私は貝になりたい（1959年） - 理髪店に来る客
- 貸間あり（1959年） - 御隠居
- 愚連隊シリーズ
  - 独立愚連隊（1959年） - 馬賊の一味・錫九
  - 独立愚連隊西へ（1960年） - 中国密偵
  - どぶ鼠作戦（1962年） - 小部落の村長
  - やま猫作戦（1962年） - いさみ亭親父
- 日本誕生（1959年） - 八百万の神[14]
- 宇宙大戦争（1959年） - 保線工夫[14][2]
- 暗黒街の対決（1960年） - ストリップのブローカー
- 電送人間（1960年） - 呼込みの親父[14]
- 新・三等重役 当たるも八卦の巻（1960年） - 運転手
- 路傍の石（1960年） - 近所の人
- 大学の山賊たち（1960年） - 丸山老巡査
- サラリーマン御意見帖 出世無用（1960年） - ハッピィの主人
- がめつい奴（1960年） - トラックの運転手
- 悪い奴ほどよく眠る（1960年） - タクシー運転手
- 恐妻党総裁に栄光あれ（1960年） - 大川幹事長
- 男対男（1960年） - 三太
- 山のかなたに（1960年） - 金魚屋の親父
- 八百屋お七 江戸祭り一番娘（1960年） - 医者竹庵
- 背広三四郎シリーズ
  - 花のセールスマン 背広三四郎（1960年） - 支那そば屋の親爺
  - 背広三四郎 男は度胸（1961年） - 小田支店長
  - 背広三四郎 花の一本背負い（1961年） - 小田支店長
- 用心棒（1961年） - 番太の半助[1]
- 大学の若大将（1961年） - 管理人のおやじ
- ゲンと不動明王（1961年） - バスの乗客
- 暗黒街の弾痕（1961年） - 製本屋
- 真紅の男（1961年） - 国吉
- 紅の海（1961年） - 銀太
- 紅の空（1962年） - 金岡
- 私と私（1962年） - 吉田平吉
- 妖星ゴラス（1962年） - ハイヤーの運転手[1]
- 雲の上団五郎一座シリーズ
  - 雲の上団五郎一座（1962年） - 松本菊之丞
  - 続雲の上団五郎一座（1963年） - 留さん
- ゴジラシリーズ
  - キングコング対ゴジラ（1962年） - ファロ島の祈祷師[1][5]
  - モスラ対ゴジラ（1964年） - 静之浦の神主[1][5]
  - 三大怪獣 地球最大の決戦（1964年） - 漁師[出典 6]
  - ゴジラ・エビラ・モスラ 南海の大決闘（1966年） - 原住民[14][5]
  - 怪獣総進撃（1968年） - 老農夫[14][5]
  - ゴジラ・ミニラ・ガバラ オール怪獣大進撃（1969年） - 屋台の親父[14][5]
  - メカゴジラの逆襲（1975年） - 真船家の老人[出典 7]
- 早乙女家の娘たち（1962年） - 花売りの爺さん
- 月給泥棒（1962年） - 飲屋の主人
- 忠臣蔵 花の巻・雪の巻（1962年） - 畳屋安蔵
- 天国と地獄（1963年） - 横浜駅の乗務員
- クレージー映画
  - クレージー作戦 先手必勝（1963年） - 大木専務
  - 無責任遊侠伝（1964年） - マカオ飯店主
  - 日本一のゴマすり男（1965年） - 守衛
  - クレージーの無責任清水港（1966年） - 松造
  - 日本一のゴリガン男（1966年） - 熱水
  - クレージーだよ天下無敵（1967年） - ハゲ頭のCMタレント[注釈 1]
  - クレージー黄金作戦（1967年） - 玩具工場社長
  - 日本一の裏切り男（1968年） - 重太郎
  - 日本一の断絶男（1969年） - 僧侶
- 戦国野郎（1963年） - 雑兵
- イチかバチか (1963年)
- 江分利満氏の優雅な生活（1963年） - 会葬者
- 海底軍艦（1963年） - 丸徳タクシー[14]
- こんにちは赤ちゃん（1964年） - アパートの管理人
- ああ爆弾（1964年） - 椎野武三
- 君も出世ができる（1964年） - バジャール
- 悪の紋章（1964年） - 清流荘の番頭
- 五瓣の椿（1964年、松竹） - 牢番
- 狸シリーズ
  - 天才詐欺師物語 狸の花道（1964年） - 隣りの親父
  - 狸の王様（1966年） - 小公園の老巡査
  - 狸の休日（1966年） - 「白雲閣」の夜番
- 侍（1965年） - 備前屋辰吉
- 赤ひげ（1965年） - むじな長屋の住人
- 香港の白い薔薇（1965年8月25日） - おでん屋の親爺
- フランケンシュタイン対地底怪獣（1965年） - 住宅の主人[14]
- 何処へ（1966年） - 石黒清一郎
- 落語野郎シリーズ
  - 落語野郎 大脱線（1966年） - のりやお勘婆
  - 落語野郎 大馬鹿時代（1966年） - 横田
- 暴れ豪右衛門（1966年） - 洗馬の安兵衛
- 怒涛一万浬（1966年） - 加賀
- フランケンシュタインの怪獣 サンダ対ガイラ（1966年） - 年配の漁夫[14]
- 奇巌城の冒険（1966年） - 奴隷商人
- お嫁においで（1966年） - 東京相互タクシー運転手
- 沈丁花（1966年、東宝)
- 殺人狂時代（1967年） - 老殺し屋
- キングコングの逆襲（1967年） - モンド島の老人[1]
- てなもんや幽霊道中（1967年） - 八郎兵衛
- 空想天国（1968年） - 運転手
- 地獄変（1969年） - 大史
- 海軍特別年少兵（1972年） - 兵事係
- 超能力だよ全員集合!!（1974年） - 金之助

### テレビドラマ
- 日産スター劇場（NTV）
  - 「ヘソまがり入門」（1964年）
  - 「マダムと駅長」（1965年）
  - 「舞いこんだ十九歳」（1965年）
  - 「しっぽのある女」（1967年）
- 東芝日曜劇場（TBS）
  - 第420話「斜めの橋」（1964年）
  - 第879話「放蕩一代息子」（1973年）
- 青春とはなんだ 第24話「高校三年」（1966年、NTV / 東宝） - 焼き芋屋
- 三匹の侍（CX）
  - 第4シリーズ 第14話「新宿七福神」（1967年） - 寿助
  - 第6シリーズ 第8話「犬侍奮戦録」（1968年） - めしやの親爺
- 遊撃戦 第9話「十万元の戦い」（1966年、NTV / 東宝）
- 快獣ブースカ 第36話「踊れフラミンゴ」（1967年、NTV / 円谷プロ） - 鶴じいさん
- 昔三九郎 第5話「鼠小僧御用」（1968年、NTV / 三船プロ）
- 鬼平犯科帳 （1969年 ‐ 1970年、NET / 東宝）
  - 第11話「老盗の夢」 - 前砂の捨蔵
  - 第25話「男の毒」 - 伊助
  - 第61話「あほうがらす」 - 与吉
- オバゲバ学園奮戦記（1970年、12ch）
- 大河ドラマ / 春の坂道（1971年、NHK）
- 太陽にほえろ! 第65話「マカロニを殺したやつ」（1973年、NTV / 東宝） - タレ込み屋
- 顔で笑って 第19話「妻の別居宣言」（1974年、TBS / 大映テレビ） - 患者
- 剣と風と子守唄（NTV / 三船プロ） 
  - 第5話「喰われた献上馬」（1975年） - 茂助
  - 第23話「鬼と虎の酒天国」（1975年） - 与作 ※遺作

### 舞台
- 王様と私（1965年、東宝ミュージカル特別公演） - 通訳[15]
- 第七天国（1969年、芸術座） - ドブネズミ[16]
- 聖女伝説・一九七四年のジャンヌ・ダルク（1975年、三越劇場） - PTA会長[17]